# Tự do và Tái thiết
Tự do và Tái thiết (tiếng Tây Ban Nha: Libertad y Refundación, Libre; libre cũng là từ tiếng Tây Ban Nha có nghĩa là "tự do") là một đảng chính trị cánh tả ở Honduras. Libre được thành lập vào năm 2011 bởi Mặt trận Kháng chiến Nhân dân Quốc gia (FNRP), một liên minh cánh tả các tổ chức phản đối cuộc đảo chính Honduras năm 2009.
Xiomara Castro de Zelaya, vợ của cựu Tổng thống Manuel Zelaya, người bị phế truất trong cuộc đảo chính năm 2009, là ứng cử viên tổng thống của đảng trong cuộc bầu cử tổng thống năm 2013; Zelaya sau này không được phép tranh cử nhiệm kỳ thứ hai theo Hiến pháp. Castro đã giành vị trí thứ hai trong cuộc đua tứ chiến, nhận được khoảng 29% số phiếu bầu sau 34% của Juan Orlando Hernández.
Ít nhất mười tám tiền ứng cử viên Libre, ứng cử viên, thành viên gia đình và lãnh đạo chiến dịch đã bị giết từ tháng 6 năm 2012 đến tháng 10 năm 2013. Ngoài ra, nó phản đối mạnh mẽ chủ nghĩa tư bản thị trường tự do và mô hình kinh tế tự do mới, và duy trì mục tiêu dài hạn là "thiết lập một hệ thống kinh tế thay thế".

## Phe phái
Có ít nhất 5 phe phái trong Libre.
- Phong trào 28 tháng 6 (Movimiento 28 de Junio)
- Phong trào Kháng chiến Nhân dân (Movimiento resistencia Popular, MRP)
- Những người có tổ chức trong Kháng chiến (Pueblo Organizado en resistencia, POR)
- Lực lượng Tái thiết Nhân dân (Fuerza de Refundación Popular, FRP)
- Phong trào 5 tháng 7 (Movimiento 5 de julio)

## Lịch sử bầu cử

### Bầu cử tổng thống
| Cuộc bầu cử | Ứng cử viên                 | Phiếu bầu | %      |
| ----------- | --------------------------- | --------- | ------ |
| 2013        | Xiomara Fidel               | 896.498   | 28,78% |
| 2017        | Salvador Nasralla (có PINU) | 1.360.442 | 41,42% |

### Quốc hội
| Cuộc bầu cử | Lãnh đạo đảng       | Phiếu bầu | %      | Ghế      | +/ | Hạng | Chính quyền |
| ----------- | ------------------- | --------- | ------ | -------- | -- | ---- | ----------- |
| 2013        | Rosales Jose Zelaya | 7.568.392 | 27,51% | 37 / 128 | 37 | 2    | đối lập     |
| 2017        | Rosales Jose Zelaya | 1.360.442 | 23,44% | 30 / 128 | 7  | 2    | đối lập     |